# Diamma bicolor
Espèce
Diamma bicolor est une espèce de guêpes solitaires originaire d'Australie. Les femelles sont aptères et ressemblent à de grosses fourmis bleues. Elle creusent des terriers et chassent au sol criquets ou larves de coléoptères dans lesquelles elles pondent un œuf après les avoir paralysés d'un coup de dard. Transportée dans le terrier, la proie servira de réservoir de nourriture à sa larve.
Les adultes se nourrissent de nectar et jouent un rôle important dans la pollinisation des plantes locales. Les femelles mesurent environ 25 mm alors que les mâles ne dépassent pas 15 mm. Les mâles possèdent des ailes et l'accouplement a lieu en vol, le mâle transportant la femelle.
Une piqûre de Diamma bicolor est très douloureuse.